# صنم (قائم‌شهر)
صنم، روستایی است از توابع بخش در استان مازندران ایران.

## جمعیت
این روستا در شهرستان  قرار داشته و براساس آخرین سرشماری مرکز آمار ایران که در سال ۱۳۸۵ صورت گرفته، جمعیت آن 100نفر (20خانوار) بوده‌است.<reدرگاه ملی آمار ایران</ref>